# 莫甘扎 (路易斯安那州)
莫甘扎（英語：Morganza），是美国路易斯安那州下属的一座村镇。根据2010年美国人口普查，该市有人口610人。建置上，属于“village”。